# Susan Lim
Lee Hong Susan Lim (Serembam, 14 de fevereiro de 1952 — Petaling Jaya, 2 de agosto de 2014), mais conhecida como Susan Lim, foi uma parasitóloga malaia especialista em Monogenea, uma classe de platelmintos parasitas que são importantes ectoparasitas de peixes. Ela foi a primeira e única cientista malaia eleita para a Comissão Internacional de Nomenclatura Zoológica. Sua pesquisa foi principalmente nos campos de taxonomia e faunística, mas nos seus últimos anos se envolveu com diversas disciplinas parasitológicas.
Ela foi considerada a especialista número um em Monogenea no sudeste asiático. Tendo descrito mais de 100 espécies, se tornou a sexta cientista mais produtiva na área dos monogêneos, e a mais produtiva cientista mulher de todos os tempos.
Susam Lim faleceu em Petaling Jaya, Selangor, Malásia, após três anos com câncer.

## Biografia
Susan nasceu na cidade de Seremban, Negeri Sembilan, Malásia, em 1952. Foi a segunda de três filhas, e recebeu a educação básica na sua cidade natal. Iniciou sua carreira acadêmica na Universidade da Malásia, onde se graduou com honra em 1975. Começou a atuar como tutora em 1977, para se sustentar durante seu mestrado e doutorado. No ano seguinte, recebeu uma bolsa de estudos da UNESCO para pesquisar os monogênea em Budapeste, Hungria, e pouco tempo depois foi para a Rússia passar três meses em São Petesburgo estudando com o doutor Alec Gusev, então maior especialista na classe de parasitas.
Susan continuou os estudos na mesma universidade onde havia se graduado, obtendo seu mestrado em 1980 e seu PhD, sobre os Monogenea de água doce da Malásia, em 1988. Se tornou professora efetiva da universidade em 2003. Mesmo continuando seu trabalho com os parasitas de água doce, passou a trabalhar também com animais marinhos.
Foi autora de mais de 90 artigos publicados em revistas notórias, escreveu um livro e quatro capítulos de livros. Descreveu mais de 100 novas espécies, vários novos gêneros e uma nova família, se tornando a sexta cientista mais produtiva na área de Monogenea, e a primeira cientista mulher. Já com conhecimento acumulado no campo, passou a fazer grandes revisões do grupo, com áreas geográficas subcontinentais. Usava suas habilidades artísticas para ilustrar seus organismos de estudo, e se interessava por diversas formas de pesquisa e atuação, como morfologia funcional, imagens 3D e biotecnologia. Foi a responsável pela coleção de tipos biológicos do Museu de Zoologia da Universidade da Malásia.
Foi membro da Malaysian Society of Parasitology and Tropical Medicine, sendo membro honorário desde 1979, tendo ocupado o cargo de secretária honorária duas vezes, e se tornando membro vitalícia da organização em 2009. Também ocupou espaço na Comissão Internacional de Nomenclatura Zoológica (ICZN) entre 2006 e 2014, numa época em que era a única de três mulheres nessa comissão.

## Vida pessoal
Se casou em 1979 com o também cientista George Liew e teve uma filha e um filho.

## Homenagens
O gênero Susanlimae (Boeger, Pariselle & Patella, 2015) de Monogenea foi nomeado em homenagem à doutora Lim, pela sua contribuição no conhecimento dos autores sobre os Monogenea asiáticos.
As seguintes espécies de Monogenea foram nomeadas e sua homenagem:
- Calydiscoides limae (Justine & Brena, 2009)[5]
- Haliotrema susanae (Soo, 2019)[6]